# ファビアン・エドワーズ
ファビアン・エドワーズ（Fabian Edwards、1993年3月24日 - ）は、イングランドの男性総合格闘家。ジャマイカ・キングストン出身。イングランド・バーミンガム在住。チーム・レネゲードBJJ & MMA所属。

## 来歴
ジャマイカのキングストンで生まれ、後にイギリスのバーミンガムへ移住した。13歳の時に父親がナイトクラブで射殺されている。

### Bellator
2017年5月19日、プロ総合格闘技デビュー戦となったBellator 179でラファウ・チェロフスキと対戦し、飛び膝蹴りで1RKO勝ち。
2021年5月21日、Bellator 259でミドル級ランキング3位のオースティン・ヴァンダーフォードと対戦し、0-3の判定負け。
2022年5月13日、Bellator 281で元UFC世界ライトヘビー級王者リョート・マチダと対戦し、左ストレートでダウンを奪いパウンドで1RKO勝ち。
2023年5月12日、Bellator 296でミドル級ランキング1位の元Bellator世界ミドル級王者ゲガール・ムサシと対戦し、3-0の5R判定勝ち。ジョニー・エブレンの持つBellator世界ミドル級王座への挑戦権を獲得した。
2023年9月23日、Bellator 299のBellator世界ミドル級タイトルマッチで王者ジョニー・エブレンと対戦し、右フックでダウンを奪われパウンドで3RKO負け。王座獲得に失敗した。

## 人物・エピソード
- 同じく総合格闘家でUFC世界ウェルター級王者のレオン・エドワーズは実兄。

## 戦績
| 総合格闘技 戦績 | 総合格闘技 戦績 | 総合格闘技 戦績 | 総合格闘技 戦績 | 総合格闘技 戦績 | 総合格闘技 戦績 | 総合格闘技 戦績 |
| --------------- | --------------- | --------------- | --------------- | --------------- | --------------- | --------------- |
| 19 試合         | (T)KO           | 一本            | 判定            | その他          | 引き分け        | 無効試合        |
| 15 勝           | 5               | 3               | 7               | 0               | 0               | 0               |
| 4 敗            | 1               | 0               | 3               | 0               | 0               | 0               |

| 勝敗 | 対戦相手                         | 試合結果                            | 大会名                                                                          | 開催年月日     |
| ○    | ジョシュ・シルヴェイラ           | 5分3R終了 判定3-0                   | PFL 2025 World Tournament: Semifinals 3 【2025年PFLミドル級トーナメント準決勝】 | 2025年6月27日  |
| ○    | インパ・カサンガナイ             | 2R 2:47 KO (左ストレート→パウンド)  | PFL World Tournament 2025 1st Round 【2025年PFLミドル級トーナメント1回戦】      | 2025年4月19日  |
| ×    | ジョニー・エブレン               | 5分5R終了 判定0-3                   | PFL Super Fights: Battle of the Giants 【Bellator世界ミドル級タイトルマッチ】   | 2024年10月19日 |
| ○    | アーロン・ジェフリー             | 5分3R終了 判定3-0                   | Bellator Champions Series 1                                                     | 2023年3月22日  |
| ×    | ジョニー・エブレン               | 3R 0:21 KO（右フック→パウンド）     | Bellator 299 【Bellator世界ミドル級タイトルマッチ】                             | 2023年9月23日  |
| ○    | ゲガール・ムサシ                 | 5分5R終了 判定3-0                   | Bellator 296: Mousasi vs. Edwards                                               | 2023年5月12日  |
| ○    | チャーリー・ウォード             | 5分3R終了 判定3-0                   | Bellator 287: Piccolotti vs. Barnaoui                                           | 2022年10月29日 |
| ○    | リョート・マチダ                 | 1R 3:18 KO（左ストレート→パウンド） | Bellator 281: MVP vs. Storley                                                   | 2022年5月13日  |
| ×    | オースティン・ヴァンダーフォード | 5分3R終了 判定0-3                   | Bellator 259: Cyborg vs. Smith 2                                                | 2021年5月21日  |
| ×    | コステロ・ファン・ステーニス     | 5分5R終了 判定1-2                   | Bellator Euro Series 8: Edwards vs. Van Steenis                                 | 2020年9月26日  |
| ○    | マイク・シップマン               | 5分3R終了 判定2-1                   | Bellator London                                                                 | 2019年11月23日 |
| ○    | ジョナサン・ボスク               | 5分3R終了 判定3-0                   | Bellator 223: Mousasi vs. Lovato Jr.                                            | 2019年6月22日  |
| ○    | ファルコ・ネト                   | 1R 3:51 TKO（蹴り上げ→左フック）    | Bellator Birmingham: Primus vs. Wilde                                           | 2019年5月4日   |
| ○    | リー・チャドウィック             | 5分3R終了 判定3-0                   | Bellator Newcastle: Pitbull vs. Scope                                           | 2019年2月9日   |
| ○    | クラウディオ・コンティ           | 1R 1:00 TKO（ミドルキック）         | BAMMA 35: Lohore Vs. Pascu                                                      | 2018年5月12日  |
| ○    | ケント・カウピネン               | 1R 4:52 腕ひしぎ十字固め            | BAMMA 34: Lohore vs. Brazier                                                    | 2018年3月9日   |
| ○    | ルイス・キング                   | 1R 1:15 リアネイキドチョーク        | BAMMA 33: Scope Vs. Lebout                                                      | 2017年12月15日 |
| ○    | アーロン・ケネディ               | 2R 0:44 リアネイキドチョーク        | BAMMA 30: Philpott Vs. Walsh                                                    | 2017年7月7日   |
| ○    | ラファウ・チェロフスキ           | 1R 3:44 KO（飛び膝蹴り）            | Bellator 179: Daley vs. MacDonald                                               | 2017年5月19日  |